# 0G
0G với tên chính thức là thế hệ thứ 0 hoặc là (Điện thoại vô tuyến di động). Hệ thống điện thoại vô tuyến di động là hệ thống điện thoại thuộc loại không dây có trước hình thức di động di động hiện đại của công nghệ điện thoại. Vì chúng là tiền thân của thế hệ điện thoại di động đầu tiên, nên các hệ thống này đôi khi được gọi trở về trước là hệ thống tiền di động (hoặc đôi khi là thế hệ 0, tức là 0G). Các công nghệ được sử dụng trong các hệ thống tiền di động bao gồm hệ thống Push to Talk (PTT hoặc thủ công), Dịch vụ Điện thoại Di động (MTS), Dịch vụ Điện thoại Di động Cải tiến (IMTS) và Hệ thống Điện thoại Di động Nâng cao (AMTS). Các hệ thống điện thoại di động ban đầu này có thể được phân biệt với các hệ thống điện thoại vô tuyến đóng trước đó ở chỗ chúng có sẵn như một dịch vụ thương mại là một phần của mạng điện thoại chuyển mạch công cộng, với các số điện thoại riêng của chúng, chứ không phải là một phần của mạng khép kín như đài cảnh sát. hoặc hệ thống điều độ taxi.
Những chiếc điện thoại di động này thường được gắn trên ô tô hoặc xe tải (do đó được gọi là điện thoại ô tô), mặc dù các mẫu cặp xách tay cũng đã được sản xuất. Thông thường, bộ thu phát (phát-thu) được gắn trong cốp xe và gắn vào "đầu" (quay số, màn hình hiển thị và thiết bị cầm tay) gắn gần ghế lái.
Chúng được bán thông qua các WCC (Nhà cung cấp dịch vụ thông thường có dây, các công ty điện thoại còn gọi là công ty điện thoại), RCC (Nhà cung cấp dịch vụ vô tuyến chung) và các đại lý vô tuyến hai chiều.